# Tuyết tùng Síp
Cedrus brevifolia là một loài thực vật hạt trần trong họ Thông. Loài này được (Hook.f.) Elwes & A.Henry miêu tả khoa học đầu tiên năm 1908.. Đây là loài bản địa dãy núi Troödos miền trung Síp. Loài này mọc ở rừng quốc gia Pafos. Loài này thường được xem là một đồng âm của Cedrus libani.